# Arte dei Suonatori
Arte dei Suonatori – polska orkiestra kameralna specjalizująca się w wykonawstwie historycznym (muzyki dawnej), założona w 1993 roku przez skrzypków Ewę i Aureliusza Golińskich. 
Nazwa zespołu, czyli „Arte dei Suonatori” pochodzi od nazwy cechu rzemieślników z XIV wieku oznaczająca, w wolnym tłumaczeniu, „sztukę współbrzmienia”, „sztukę muzyków” lub „sztukę tych, którzy tworzą dźwięki”. 
Początkowo zespół tworzyli młodzi polscy muzycy interesujący się wykonawstwem muzyki dawnej. Z czasem i rozwojem orkiestry dołączali do niej muzycy zza granicy, tworząc zespół międzynarodowy współpracujący z czołowymi muzykami i dyrygentami zajmującymi się wykonawstwem historycznie-poinformowanym.
Wieloletni rozwój orkiestry ukształtował indywidualny styl zespołu łączący historyczne podejście do wykonywanego repertuaru z jednocześnie nowoczesnym, poprzez ciągłe dążenie do odkrywania nowych form i możliwości odczytywania języka muzycznego dzieł kompozytorów epok baroku, klasycyzmu i romantyzmu.
W swoim repertuarze mają ponad 600 kompozycji okresu baroku po wczesny romantyzm oraz wykonują utwory współcześnie napisane na orkiestrę barokową.

## Historia
Pierwsze pięć lat były okresem nieregularnej działalności orkiestry. W 1998 r. Arte dei Suonatori wraz z redaktorem naczelnym czasopisma Canor i prezesem Fundacji Muzyki Dawnej Canor, Cezarym Zychem, podjęła współpracę trwającą do 2009 r., która zaowocowała licznymi koncertami i powstaniem festiwali, m.in. Muzyka Dawna – Persona Grata, Festiwal Trzech Baroków, Festiwal Barokowych Smyczków i Strun, Festiwal Haendlowski, Muzyka w Raju i innymi oraz przyczyniła się do pierwszych nagrań płytowych. 
W tym okresie swojej działalności orkiestra nawiązała współpracę z muzykami takimi jak Dan Laurin, Eduardo López Banzo, Sirkka-Liisa Kaakinen, Enrico Gatti, Davitt Moroney, Alice Piérot, Hindemi Suzuki, Alexis Kossenko, Martin Gester, Barthold Kuijken, Ryo Tarakado, Maria Keohane, Reinhard Goebel, Bolette Roed, czy Rachel Podger zdobywając doświadczenie i renomę najregularniej koncertującej i najbardziej rozpoznawalnej orkiestry historycznej z Polski tamtego czasu.
Najczęściej występującymi muzykami w latach 1998 – 2009 do składu orkiestry należeli:
Skrzypce – Aureliusz Goliński (lider), Ewa Golińska, Martyna Pastuszka, Marta Mamulska, Leszek Firek, Violetta Szopa-Tomczyk, Anna Nowak(-Pokrzywińska), Adam Pastuszka
Altówka – Dymitr Olszewski, Bodo Lonartz
Wiolonczela - Bas van Hengel, Tom Pitt, Tomasz Pokrzywiński
Kontrabas – Stanisław Smołka, Mirjam Wittulski
Klawesyn/organy – Joanna Boślak-Górniok
Lutnia/gitara - Andreas Arend, Eero Palviainen

## Dyskografia
- 2021: Vivaldi’s Seasons (Bolette Roed) [Pentatone]
- 2020: Warsaw Music Salon (Arte dei Suonatori Piano Quartet) [CD Accord]
- 2018: Sinfonies au salon (Martin Gester) [Ligia]
- 2015: Telemann (+ Bolette Roed, Reiko Ichise, Alexis Kossenko) [Dux]
- 2014: Johann Gottfied Muthel: The 5 Keyboard Concertos (+ Marcin Świątkiewicz) [Bis]
- 2014: Venetian Christmas (+ Martin Gester, Ruby Hughes, Komalé Akakpo, Ewa Golińska) [Bis]
- 2013: Royal Recorder Concertos (+ Bolette Roed) [Dacapo]
- 2013: Telemann: Ouvertures pittoresques (+ Martin Gester) [Bis]
- 2012: Marc-Antoine Charpentier: Leçons de ténèbres (+ Stephan MacLeod, Alexis Kossenko) [Alpha]
- 2011: Vivaldi: Concertos for Strings [Bis]
- 2010: Antonio Vivaldi: Concerti per il flauto traversier (+ Alexis Kossenko) [Alpha]
- 2009: Carl Philipp Emanuel Bach: Concerti a flauto traverso obligato - II (+ Alexis Kossenko) [Alpha]
- 2008: Twelve Grand Concerto's, Mr. Handel. (+ Martin Gester) [Bis]
- 2006: Vivaldi: The 4 Seasons (+ Dan Laurin) [Bis]
- 2006: CPE Bach: Trio Sonatas - Flute Concertos (+ Alexis Kossenko) [Alpha] /reedycja 2014/
- 2003: Antonio Vivaldi: La Stravaganza (+ Rachel Podger) [Channel Classics]
- 2002: G.P. Telemann: Overture & 3 Concertos (+ Dan Laurin, Mark Caudle) [Bis]